# Alleman, Iowa
Alleman este un oraș din comitatul Polk, statul Iowa din Statele Unite ale Americii.
1. ↑  2016 U.S. Gazetteer Files
2. ↑  2010 U.S. Gazetteer Files, accesat în 9 iulie 2020